# Srdečně vás vítáme
Srdečně vás vítáme (ve francouzském originále À bras ouverts) je francouzská a belgická filmová komedie z roku 2017, kterou režíroval Philippe de Chauveron. V hlavních rolích se objevili Christian Clavier, Elsa Zylberstein a Ary Abittan. 

## Příběh
Jean-Étienne Fougerole je intelektuál, který právě vydal novou knihu s názvem Srdečně vás vítáme, kde nabádá bohaté lidi, aby pomohli rodinám v nouzi. Ačkoliv má jeho kniha sociální podtext, tak sám Jean-Étienne je zbohatlík, který žije v přepychové vile a nehodlá se vzdát svého luxusu. Jednoho dne propaguje svou knihu v televizní debatě a jeho oponent mu vyčte, že sice káže ostatním, ale sám se tak nechová. Jean-Étienne Fougerole je v pasti a v přímém přenosu k sobě pozve všechny rodiny v nouzi. Ten samý večer k němu dorazí romská rodina, která slyšela jeho výzvu v televizi. Jean-Étienne musí dodržet svůj slib a o rodinu se postarat. 

## Obsazení
| Christian Clavier | Jean-Étienne Fougerole              |
| Elsa Zylberstein  | Daphné Fougerole                    |
| Ary Abittan       | Babik                               |
| Cyril Lecomte     | Erwan Berruto                       |
| Nanou Garcia      | Isabelle Cheroy                     |
| Oscar Berthe      | Lionel Fougerole, syn Jeana-Etienna |
| Marc Arnaud       | Clément Barzach                     |
| Sofiia Manousha   | Fidélia Martinez                    |